# حالا مستند!
حالا مستند! (انگلیسی: Documentary Now!) یک مجموعه تلویزیونی آمریکایی مستندنما است که توسط فرد ارمیسن، بیل هیدر، ست مایرز و ریس توماس ساخته شده‌است، که از ۲۰ اوت ۲۰۱۵ تاکنون از آی‌اف‌سی پخش می‌شود.